# Nisseki Maru
Die Nisseki Maru (japanisch 日石丸 oder in Hiragana にっせきまる) war ein Öltanker, der am 8. September 1971 in Betrieb genommen wurde. Er war ein Ultra Large Crude Carrier (ULCC) und bei seiner Indienststellung das größte Öltankschiff weltweit.

## Geschichte
Das Schiff wurde 1968 von der japanischen Reederei Tokyo Tanker K.K. geordert. Die Werft Ishikawajima Harima Heavy Industries in Kure verbaute insgesamt 48.000 Tonnen normalfesten Schiffbaustahl in Plattenstärken bis zu 33,5 mm und ließ das Schiff mit der Baunummer 2168 am 20. April 1971 zu Wasser. Nach rund zehn Monaten Bauzeit lieferte die Werft das Schiff am 8. September 1971 an seine Auftraggeber ab.
Die Nisseki Maru hatte eine achtere Antriebsanlage und ein achtern angeordnetes Brückenhaus. Die Silhouette des Tankers wurde von zwei nebeneinander hinter dem Deckshaus angeordneten schlank zulaufenden Schornsteinen bestimmt. Der Antrieb bestand aus zwei von der Bauwerft gefertigten 20.000-PS-Dampfturbinen, die über ein Getriebe auf einen einzelnen Festpropeller wirkten. Bei 90 % Dauerleistung verbrauchte die Nisseki Maru etwa 190 Tonnen Treibstoff am Tag. Zum Laden und Löschen der 17 Ladetanks standen vier turbinengetriebene Pumpen mit 5000 m³ Pumpleistung pro Stunde und eine Pumpe mit 350 m³/h Pumpleistung zur Verfügung.
Anfangs konnte das Schiff aufgrund des sehr großen Tiefgangs im voll geladenen Zustand nur am Kiire Terminal in der Kagoshimabucht löschen. 1984 übernahm die JX Tanker Company aus Yokohama das Schiff  und schon im Jahr 1985 wurde es vor dem Hintergrund der weltweiten Tankerkrise zum Abbruch an Teraoka Iron Works in Hakodate veräußert, wo es am 31. Mai 1985 zur Verschrottung eintraf.